# Greybull
Greybull est une municipalité américaine située dans le comté de Big Horn au Wyoming.
Lors du recensement de 2010, sa population est de 1 847 habitants. La municipalité s'étend alors sur une superficie de 1,82 milles carrés (4,71 km2).